# Calliptamus
Nadobnik (Calliptamus) – rodzaj owadów prostoskrzydłych z rodziny szarańczowatych.
Owady te osiągają do 50 mm długości ciała. Ich przedplecze tych owadów charakteryzuje się wyraźnymi listewkami środkową i bocznymi. Pokrywy i tylne skrzydła są dobrze rozwinięte lub skrócone do połowy długości odwłoka. Śródpiersie cechują krótkie i szerokie boczne płaty. Tylne odnóża mają krótkie uda o nieco żabkowanych górnych krawędziach. Samca cechują długie, spłaszczone, łukowate przysadki odwłokowe o rozdwojonych wierzchołkach.
Rodzaj głównie palearktyczny, w Polsce reprezentowany przez nadobnika włoskiego.
Takson ten wprowadził w 1831 roku Jean Guillaume Audinet-Serville. W 1910 roku W.F. Kirby wyznaczył jego gatunkiem typowym Gryllus italicus. Należy tu 17 opisanych gatunków:
- Calliptamus abbreviatus Ikonnikov, 1913
- Calliptamus balucha Uvarov, 1938
- Calliptamus barbarus (Costa, 1836)
- Calliptamus cicatricosus Bolívar, 1889
- Calliptamus coelesyriensis Giglio-Tos, 1893
- Calliptamus cyrenaicus Jago, 1963
- Calliptamus deserticola Vosseler, 1902
- Calliptamus italicus (Linnaeus, 1758) – nadobnik włoski
- Calliptamus madeirae Uvarov, 1937
- Calliptamus montanus Chopard, 1937
- Calliptamus plebeius (Walker, 1870)
- Calliptamus siciliae Ramme, 1927
- †Calliptamus strausi Harz, 1973
- Calliptamus tenuicercis Tarbinsky, 1930
- Calliptamus testaceus Walker, 1870
- Calliptamus turanicus Tarbinsky, 1930
- Calliptamus wattenwylianus Pantel, 1896